# Tajueco
Tajueco ist ein Ort und eine kleine nordspanische Gemeinde (municipio) mit nur 57 Einwohnern (Stand: 2024) in der Provinz Soria in der Autonomen Gemeinschaft Kastilien-León. 

## Lage
Der Ort Tajueco liegt knapp 50 km (Fahrtstrecke) südwestlich der Provinzhauptstadt Soria in einer Höhe von ca. 930 m. Der Duero begrenzt die Gemeinde im Norden. Das Klima im Winter ist kühl, im Sommer dagegen durchaus warm; die eher geringen Niederschläge (ca. 515 mm/Jahr) fallen – mit Ausnahme der eher regenarmen Sommermonate – verteilt übers ganze Jahr.

## Bevölkerungsentwicklung
| Jahr      | 1970 | 1981 | 1991 | 2001 | 2011 | 2021 |
| Einwohner | 250  | 165  | 153  | 120  | 88   | 60   |

Der deutliche Bevölkerungsrückgang im 20. Jahrhundert ist im Wesentlichen auf die Mechanisierung der Landwirtschaft und den damit einhergehenden Verlust an Arbeitsplätzen zurückzuführen.

## Sehenswürdigkeiten
- Peterskirche